# Lycko-Pers resa

Nils Lundberg som Per och Amanda Personne som Lisa, Östermalmsteatern 1907

Lycko-Pers resa är ett sagospel i fem akter av August Strindberg, utgiven 1882 av Albert Bonniers förlag. Pjäsen hade urpremiär den 22 december 1883 på Nya Teatern i Stockholm. Den är Strindbergs första sagospel, och är till sin form ett så kallat vandringsdrama.

## Bakgrund
Strindberg skrev Lycko-Pers resa under 18 dagar i december 1881. Han var 33 år gammal, och hade två små barn med frun Siri von Essen. Han skriver själv om arbetet med pjäsen:
| ” | [J]ag njöt så obeskrifligt, men hade aldrig rätt godt samvete; jag gick under dessa dagar ute i våra vackra skogar och samlade mina tankar, jag tog af min svarta hatt och bar den i handen, jag lemnade landsvägen, kastade mig in i obanade trakter, tände en förfärlig tobakspipa som icke kan visas på gatorna och kände mig som en skolkande skolgosse, som en rymling från civilisationens straff-fängelse – o!.. | „ |

Det färdiga manuskriptet levererades till Ludvig Josephson på Nya Teatern i januari 1882. Josephson hade året innan gjort succé med Strindbergs pjäs Mäster Olof, och Strindberg hoppades att han skulle kunna göra en folklig och populär uppsättning även av Lycko-Per.
Inspiration till pjäsen och dess uppbyggnad fann Strindberg troligen hos Aladdin, P.D.A. Atterboms Lycksalighetens ö, Henrik Ibsens drama Peer Gynt och andra sagor om vandrande äventyrare.

## Uppsättningar
Uruppförandet av Lycko-Pers resa ägde rum den 22 december 1883 på Nya Teatern i Stockholm. För regin stod Ludvig Josephson, för musiken Richard Henneberg och för dekorationerna Carl Grabow. Pjäsen gjorde stor succé, och kom att spelas sammanlagt 76 gånger på Nya Teatern.
Stycket uppfördes åter på Vasateatern den 17 oktober 1896, och spelades där 65 gånger. 
Från den 9 mars 1907 spelades det 32 gånger på Östermalmsteatern, och samma teater tog vid Strindbergs 60-årsjubileum den 22 januari 1909 åter upp pjäsen, varefter den gick tio gånger.
På Svenska teatern  uppfördes pjäsen åter den 17 december 1915 i regi av Gunnar Klintberg, med Gösta Ekman i titelrollen, Tora Teje som Lisa och Gustaf Ranft som den gamle mannen. 25 gånger spelades den innan den togs på turné till Göteborg och Stora teatern.
På Dramaten har pjäsen satts upp tre gånger: 1949 av Göran Gentele (Stora scenen, 29 föreställningar), 1971 av Ingvar Kjellson (Stora scenen, 20 föreställningar) och 1980 av Anders Ahlbom (Nybropaviljongen, 62 föreställningar).
Lycko-Per spelades hos Strindbergs Intima Teater i regi av Richard Turpin i december 2011 och januari 2012.